# Historia LGBT en Australia

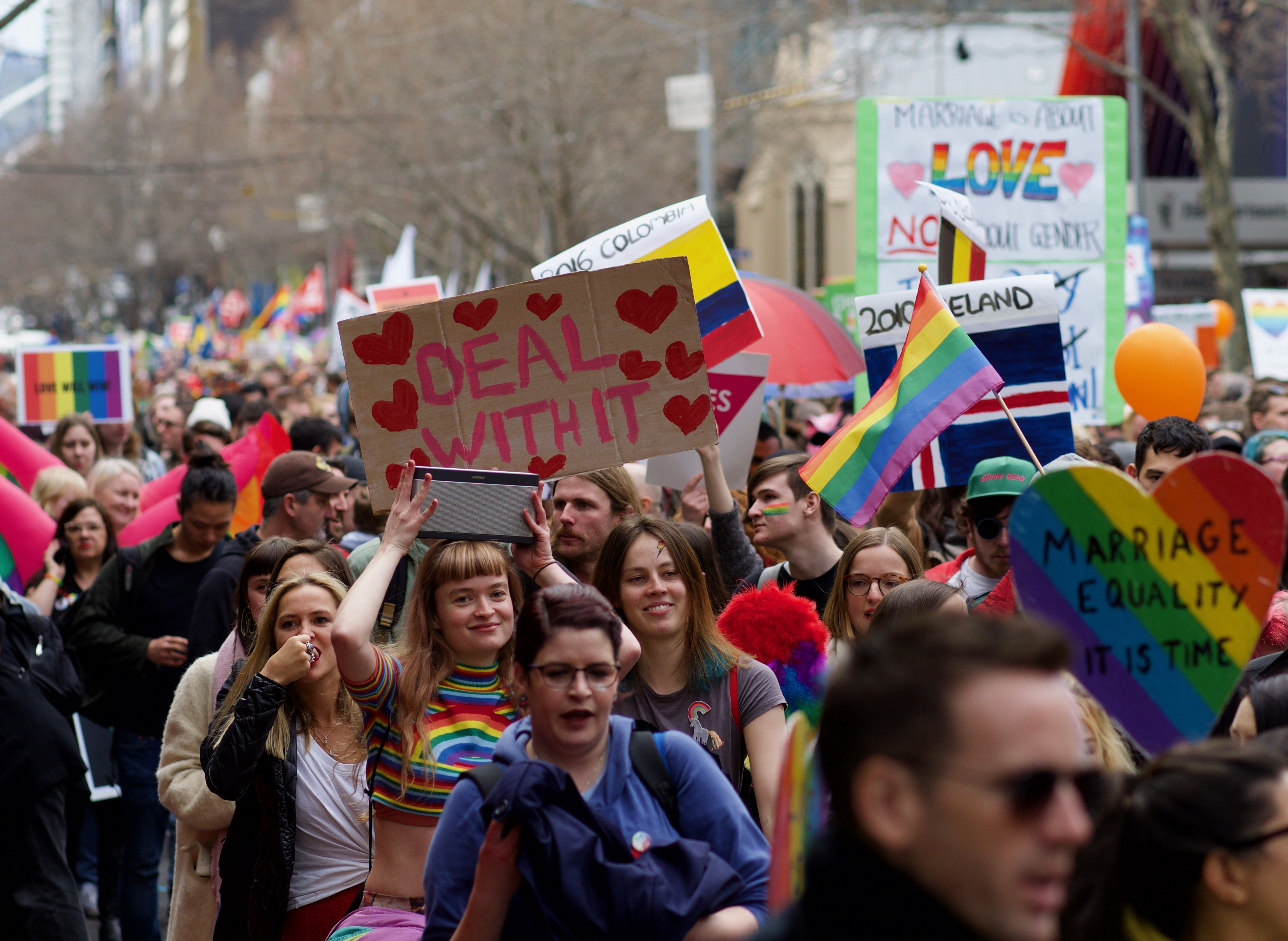
Manifestación por el matrimonio igualitario en Melbourne, agosto de 2017.

Este artículo detalla la historia del movimiento por los derechos LGBT en Australia, desde la época colonial hasta la actualidad.

## Habitantes indígenas
Si bien identificarse como LGBT no es poco común entre los indígenas australianos hoy en día, no hay registro de que sea un fenómeno en las sociedades australianas precoloniales. Los antropólogos Bill Stanner, Norman Tindale, A. P. Elkin y Ralph Piddington encontraron evidencia de poligamia y otros comportamientos no binarios, pero no de homosexualidad como tal. Si bien no hay evidencia de estas culturas en Australia continental, esto no puede confirmar que los comportamientos e identidades homosexuales y otros queer estuvieran ausentes de la cultura aborigen australiana continental.
Una excepción está en las Islas Tiví. Si bien no hay mucha evidencia de que hubiera estructuras formales y roles formales dentro de las comunidades aborígenes del continente en las Islas Tiví, existe un lenguaje que nombra la diversidad sexual y de género, y hay evidencia de que hubo roles bastante establecidos.

## Período colonial hasta elsigloXIX

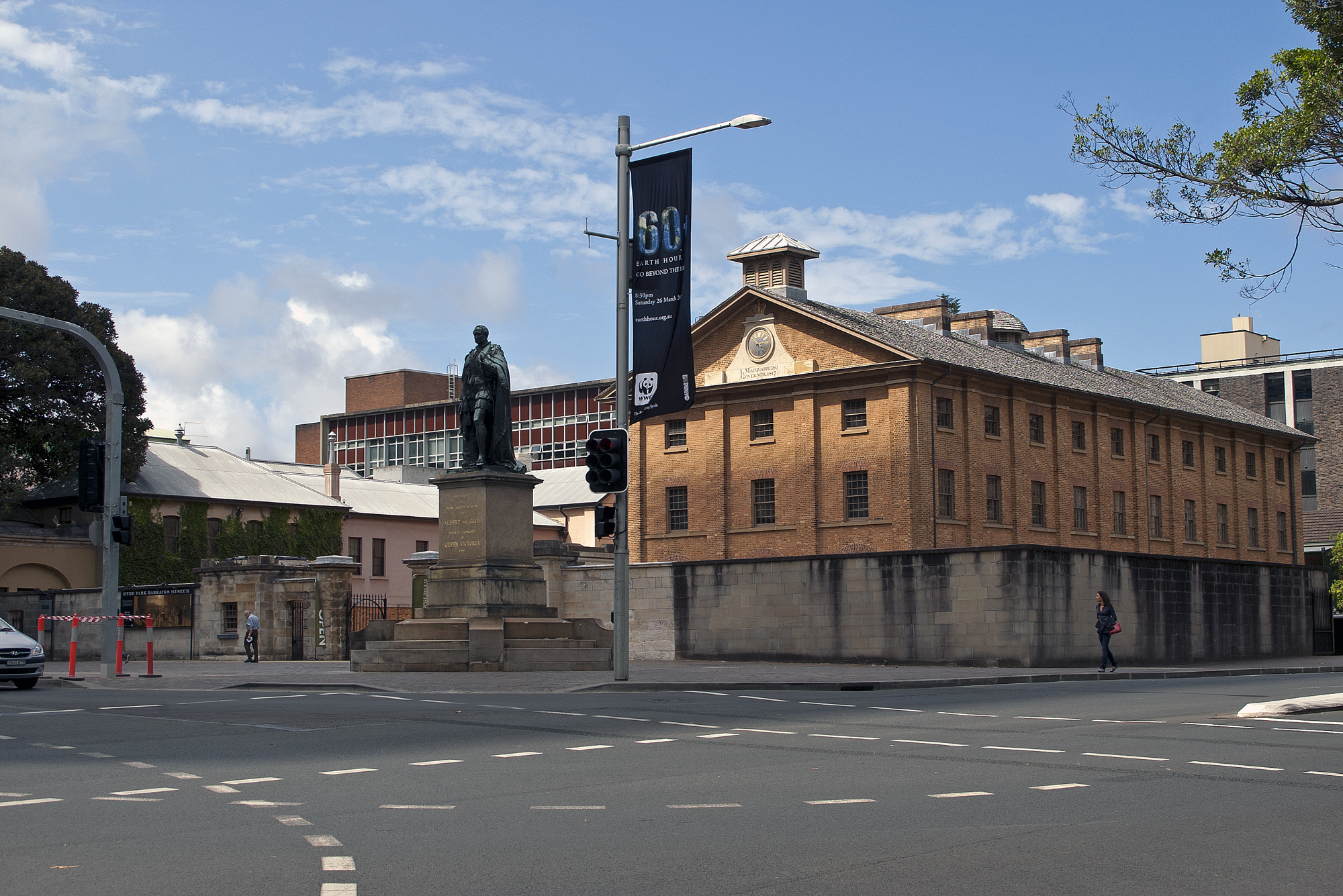
Los cuarteles de Hyde Park (Sídney), donde algunos convictos se identificaron con nombres femeninos.

Las primeras leyes en Australia se basaron en las leyes vigentes en Gran Bretaña, que se heredaron con la colonización en 1788. El lesbianismo nunca fue ilegal en Gran Bretaña ni en sus colonias, incluida Australia. Las leyes de sodomía, sin embargo, fueron parte de la ley australiana, desde 1788 hasta 1994 en virtud de la Ley de derechos humanos (conducta sexual) de 1994. El castigo por "sodomía" (en inglés: "buggery") se redujo de ejecución a cadena perpetua en 1899.
A lo largo del período de destierro penal hubo un grave desequilibrio entre los sexos, presidiario y libre, y un gran número de presidiarios se mantuvieron en relativo o completo aislamiento del otro sexo. El comportamiento homosexual prevalecía entre los europeos en la Australia colonial; El historiador Robert Aldrich sugiere que la sodomía se volvió más común en las décadas de 1820 y 1830. Algunos historiadores han sugerido que la retórica contra la sodomía se utilizó de manera efectiva contra la práctica del destierro, lo que contribuyó a su eventual conclusión en la década de 1840, aunque el surgimiento de la extracción de oro también condujo a un aumento de la libre migración y asentamiento.
En 1796, Francis Wilkinson se convirtió en el primer hombre acusado de sodomía (pero absuelto). Las diferencias de clase parecen haber estado involucradas en la tolerancia y la indulgencia del sexo gay entre los convictos, con poca atención prestada por los convictos de la clase trabajadora, pero la condena de los relegados de clase media o ascendente.
En 1822, una investigación oficial sobre el escándalo sexual que resultó del movimiento de treinta prisioneras a la granja de la prisión masculina en Emu Plains informó el rumor de que las mujeres habían sido colocadas allí para evitar "crímenes antinaturales" por parte de los hombres. En un despacho secreto de 1843, el vicegobernador de Van Diemen's Land afirmó que las mujeres en la fábrica femenina de Hobart tienen "sus mujeres elegantes, o amantes, a las que están apegadas con tanto ardor como lo estarían con el sexo opuesto, y practicar el onanismo en la mayor medida".
Los comités selectos del Parlamento británico que investigaron el racismo en 1832 y 1837 escucharon mucha evidencia de la prevalencia del escándalo. El mayor James Mudie testificó que los prisioneros se llamaban unos a otros "sods" (diminutivo de "sodomitas") y que en los cuarteles de Hyde Park en Sídney, los prisioneros jóvenes se llamaban Kitty y Nancy.

## SigloXX
En 1932, un tabloide australiano, The Arrow, describió el crecimiento de la "población pervertida" de Brisbane, en su mayoría hombres de 18 a 25 años, cuyas actividades presentaban "un escándalo de maldad casi sin precedentes". Hizo un llamado a la acción policial para reprimir y poner fin a sus reuniones. Informó de bodas clandestinas entre hombres homosexuales allí: "En las últimas dos semanas ha habido dos 'bodas': espectáculos espantosos y horribles de hombres pintados y muchachos acicalados unidos en una blasfemia sacrílega que llaman los 'lazos del matrimonio'".
En 1951, se enmendó la Ley de Delitos de Nueva Gales del Sur para garantizar que la "sodomía" siguiera siendo un acto delictivo "con o sin el consentimiento de la persona", eliminando la laguna legal del consentimiento.
Si bien la influencia de Gran Bretaña en la cultura política australiana todavía era fuerte en los años cincuenta, no había apetito local por una respuesta política al Comité Wolfenden, que recomendó la despenalización de la homosexualidad masculina en Gran Bretaña en 1957. Diez años después, hubo pocos comentarios por parte de cualquier figura pública australiana (estatal o federal) cuando Gran Bretaña finalmente despenalizó la homosexualidad en Inglaterra y Gales. Algunos historiadores han atribuido esto a la asociación de la homosexualidad con la "mancha del convicto".
Sin embargo, fue a raíz de la despenalización en Gran Bretaña que se organizaron los primeros grupos australianos de derechos de gays y lesbianas. La Sociedad de Reforma de la Ley Homosexual ACT, una organización con sede en Canberra formada a mediados de 1969; y un brazo australiano de las Hijas de Bilitis, formado en Melbourne en enero de 1970, se consideran las primeras organizaciones de derechos de los homosexuales de Australia. Aunque fue una organización de Sídney, la Campaña contra la Persecución Moral (Campaign Against Moral Persecution, CAMP), fundada en 1970, fue la que obtuvo la mayor atención pública.
CAMP se dispuso a hacer campaña públicamente por el cambio político y social, en lugar de centrarse en la reforma legal. Esto fue evidente cuando los activistas John Ware y Christobell Poll anunciaron su formación en un artículo en la portada de la sección de revistas del periódico The Australian el 19 de septiembre de 1970. CAMP se lanzó oficialmente el 6 de febrero de 1971, en la primera reunión pública de hombres y mujeres homosexuales en Australia, que tuvo lugar en el salón de una iglesia en Balmain. En 12 meses se habían formado grupos CAMP locales en cada ciudad capital, creando una red informal de derechos de los homosexuales en Australia.
La primera manifestación de CAMP tuvo lugar en octubre de 1971 frente a la sede del Partido Liberal de Australia en Sídney, cuando un fundamentalista cristiano de derecha se opuso a Tom Hughes para la preselección. Tom Hughes era el fiscal general liberal federal y se había pronunciado a favor de una reforma limitada de la ley homosexual, por lo que CAMP organizó una manifestación. En enero de 1971, se formó la organización de derechos de los homosexuales Society Five, con sede en Melbourne, inspirada en CAMP, y se convertiría en la organización gay más grande de Australia durante la década de 1970.
El surgimiento de este movimiento a principios de la década de 1970 se vio favorecido por la creciente visibilidad de la comunidad gay y lesbiana en los medios australianos. La reforma de las duras reglas de censura de Australia por parte del entonces Ministro de Aduanas e Impuestos Especiales, Don Chipp, significó que, a principios de la década de 1970, el contenido de homosexuales y lesbianas ya no se censurara automáticamente. En febrero de 1970 se estrenó la primera película australiana de temática gay, The Set. Mientras que en octubre de 1970, This Day Tonight de ABC TV transmitió una entrevista con una pareja de lesbianas que presentaba el primer beso entre personas del mismo sexo visto en la televisión australiana. Se produjo una mayor exposición cuando otro programa de ABC TV, titulado Checkerboard, transmitió una entrevista con una pareja gay en febrero de 1972 y la telenovela australiana Number 96 presentó al público local al primer personaje gay, Don Finlayson, que generó simpatía en las audiencias.
Esta visibilidad y la creciente publicidad en torno al surgimiento de grupos de gays y lesbianas en las principales ciudades australianas pronto alentaron la formación de más grupos. Otras organizaciones de derechos de homosexuales y lesbianas incluyeron The Gay Teachers Group y The Homosexual Law Reform Coalition, todas organizaciones de derechos de los homosexuales que comenzaron a fines de la década de 1970. En mayo de 1973, se estableció en Sídney el primer servicio social enfocado en LGBTI de Australia, "Phone-a-Friend", que en 1979 vio el lanzamiento de las primeras publicaciones de noticias enfocadas en homosexuales de Australia, Sydney Star Observer.
Sin embargo, la reforma de la ley homosexual ocurrió por primera vez en Australia Meridional, no en Nueva Gales del Sur o Victoria. En 1972, en respuesta a la indignación pública por el asesinato del académico de la Universidad de Adelaida, el Dr. George Duncan, el gobierno laborista de Don Dunstan presentó un proyecto de ley de reforma orientada a los "adultos que consienten en privado". Esto condujo a un proyecto de ley de reforma posterior más integral presentado por Murray Hill, padre del exministro de defensa Robert Hill. En 1975, Australia del Sur se convirtió en el primer estado australiano en legalizar la conducta sexual entre hombres adultos bajo consentimiento. Esta acción llevó a otras jurisdicciones australianas a debatir la reforma de la ley por primera vez, con el Territorio de la Capital Australiana (ACT) siguiendo el ejemplo de Australia del Sur en 1976.
En octubre de 1973, el parlamento australiano aprobó una moción a favor de la despenalización de los actos homosexuales entre adultos que consienten en privado. Mientras que al mismo tiempo, la Asociación Médica Australiana eliminó la homosexualidad de su lista de enfermedades y trastornos, dos meses antes de que la Asociación Estadounidense de Psiquiatría hiciera lo mismo. Siguiendo la estela de Australia Meridional y la ACT, los demás estados y territorios australianos reformaron sus leyes entre 1976 y 1991. La excepción fue Tasmania, que conservó sus leyes hasta que el gobierno federal obligó a derogarlas en 1997.

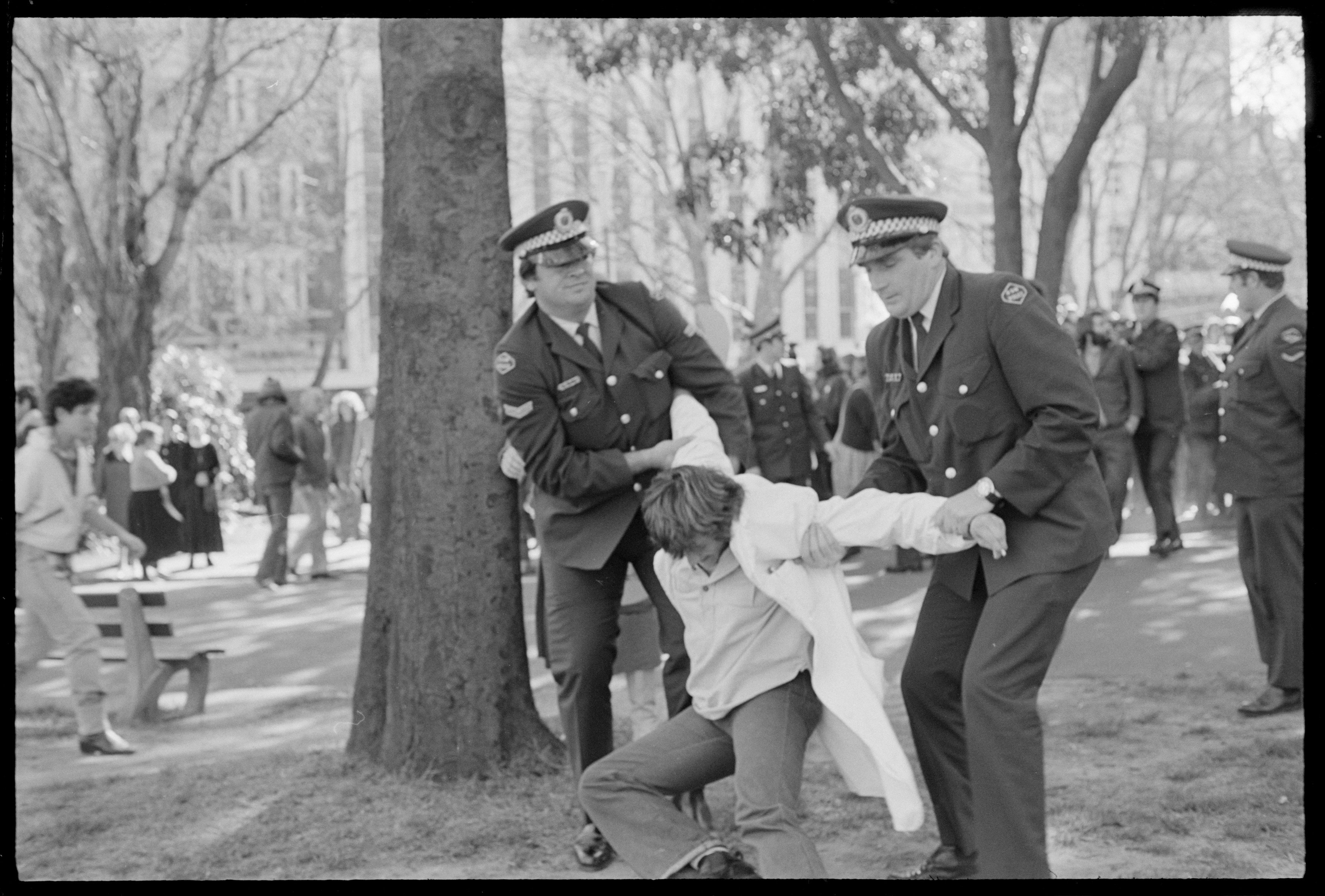
Manifestantes gays detenidos por la policía durante una protesta en Hyde Park (Sídney) el 27 de agosto de 1978.

Fue en este contexto que aproximadamente 500 personas marcharon y se manifestaron en Martin Place en Sídney el 24 de junio de 1978. Los organizadores dijeron que la marcha y la manifestación eran parte del "día internacional de la solidaridad homosexual" para manifestarse contra la represión sexual en Australia y otros países. La policía atacó una fiesta callejera nocturna o Mardi Gras esa noche y arrestó a 53 juerguistas. Esta respuesta, junto con la publicación de los nombres de los activistas arrestados en la prensa local durante los días siguientes, atrajo una gran simpatía del público y llevó a que este evento se convirtiera en un evento comunitario anual, el Sydney Gay and Lesbian Mardi Gras, que celebró su 30 aniversario en 2008. También inspiró eventos similares en otras ciudades como Melbourne y Perth.
Sin embargo, la reforma de la ley y el surgimiento de comunidades visibles de gays y lesbianas no llevaron al fin del acoso policial a las personas, que continuaría hasta la década de 1990. El último hombre gay fue arrestado el 14 de diciembre de 1984 en Hobart, Tasmania, cuando se lo encontró teniendo relaciones sexuales con otro hombre al costado de la carretera en un automóvil. Fue condenado a ocho meses de cárcel.
En 1982, el primer equipo de fútbol LGBTQI, Adelaide Armpits, jugó su primera temporada en Adelaida y continuó jugando en competencias del sur de Australia durante 30 años.
En 1991, luego de una presión constante del Grupo de Trabajo de Inmigración de Gays y Lesbianas (Gay and Lesbian Immigration Task Force, GLITF), se aprobó la Ley de Enmienda de Migración (n.º 2) de 1991 (Cth), que modifica la Ley de Migración de 1958 (Cth) para permitir que los ciudadanos australianos y residentes permanentes patrocinen sus parejas del mismo sexo a Australia a través de una nueva Visa de Interdependencia.
En 1994, la Mancomunidad aprobó la Ley de Derechos Humanos (Conducta Sexual) de 1994, Sección 4, que legaliza la actividad sexual entre adultos que consienten (en privado) en toda Australia. Sin embargo, ello no ocurrió de manera integral hasta 1997 cuando se derogó la ley en Tasmania que prohibía la conducta sexual masculina gay. La prohibición de la conducta sexual masculina gay fue anulada en los tribunales en 1996 después del caso Toonen v. Australia, que la conducta sexual masculina gay se volvió formalmente legal en todos los estados y territorios australianos cuando el gobierno federal aprobó la Ley de Derechos Humanos (Conducta Sexual) de 1994.

## Gobierno de John Howard
Desde el comienzo de su mandato como primer ministro de Australia en 1996, John Howard dejó clara su posición sobre el tema de los derechos de los homosexuales. En enero de 1997, Howard se negó a ofrecer un mensaje de apoyo al Sydney Gay & Lesbian Mardi Gras y dijo en el programa de televisión A Current Affair que estaría "decepcionado" si uno de sus hijos le dijera que eran gay o lesbiana. En agosto de 2001, cuando se le preguntó en una entrevista en Triple J dónde se ubicaba en una escala de aceptación de la homosexualidad, siendo un extremo la aceptación total y el otro rechazo total, Howard respondió: "Oh, me ubicaría en algún lugar en el medio. Ciertamente no creas que deberías darle el mismo estatus a las relaciones homosexuales que le das al matrimonio, yo no".
En julio de 1996, el gobierno de Howard redujo el número de visas de interdependencia, lo que dificultó la migración de parejas del mismo sexo.
Informado en 2003, Alex MacFarlane presionó al gobierno para que permitiera pasaportes con un marcador de sexo 'X'. El australiano occidental afirmó que esto se basó en un desafío de MacFarlane, utilizando un certificado de nacimiento "indeterminado" emitido por el estado de Victoria. La política del gobierno australiano entre 2003 y 2011 fue emitir pasaportes con un marcador 'X' solo para personas que pudieran "presentar un certificado de nacimiento que indique su sexo como indeterminado".
La Comisión de Derechos Humanos de las Naciones Unidas declaró que el gobierno federal de Australia violaba los derechos de igualdad y privacidad en virtud del Pacto Internacional de Derechos Civiles y Políticos en septiembre de 2003 después de haberle negado a un hombre una pensión de veterano de cónyuge de facto basada en su relación de 38 años con una persona del mismo sexo. La solicitud de la ONU de que Australia tome medidas para tratar por igual a las parejas del mismo sexo fue ignorada. Cuando se le preguntó directamente, el fiscal general Philip Ruddock dijo que el gobierno no está obligado por el fallo.
En marzo de 2004, Howard condenó las primeras leyes de Australia que permitirían a las parejas homosexuales adoptar niños en el ACT como parte de una nueva Declaración de Derechos del ACT. Howard dijo: "Creo que la idea de que ACT tenga una declaración de derechos es ridícula. Estoy en contra de la adopción gay, al igual que estoy en contra del matrimonio gay". La Mancomunidad, sin embargo, no anuló la legislación.
El 27 de mayo de 2004, aproximadamente dos meses después de que el gobierno laborista de Tony Blair en Gran Bretaña propusiera su Ley de Uniones Civiles de 2004, el fiscal general federal Philip Ruddock presentó el proyecto de ley de enmienda de la legislación sobre el matrimonio para evitar posibles fallos judiciales que permitieran matrimonios o uniones civiles entre personas del mismo sexo. En agosto de 2004, el matrimonio entre personas del mismo sexo se prohibió oficialmente cuando se modificaron la Ley de Matrimonio de 1961 y la Ley de Derecho de Familia para definir el matrimonio como "la unión de un hombre y una mujer con exclusión de todos los demás, celebrada voluntariamente de por vida". También se hicieron enmiendas para impedir el reconocimiento en Australia de los matrimonios celebrados en otros países entre un hombre y otro hombre o una mujer y otra mujer.
La aprobación de la legislación fue posible porque el Partido Laborista Australiano apoyó la prohibición propuesta por el gobierno de Howard de los matrimonios entre personas del mismo sexo en ese momento.

## Iniciativas estatales y territoriales
En marzo de 2006, luego de que el gobierno del Territorio de la Capital Australiana (ACT) anunciara planes para crear uniones civiles dentro del territorio, el gobierno federal prometió bloquearlo. Tras la protesta pública por la decisión de John Howard de anular el proyecto de ley ACT, en abril, la Comisión de Derechos Humanos e Igualdad de Oportunidades (HREOC) inició una investigación de seis meses para escuchar a los australianos sobre el trato que el gobierno federal da a los homosexuales. El gobierno de Howard prohibió a sus departamentos realizar presentaciones en la investigación sobre la discriminación financiera que experimentan las parejas del mismo sexo.
En mayo de 2006, el fiscal general Philip Ruddock impidió que un australiano homosexual se casara en Europa. Ruddock se negó a otorgar a un hombre gay que vive en los Países Bajos un documento de 'Certificado de no impedimento para el matrimonio' requerido por algunos países europeos antes del matrimonio, para demostrar que los extranjeros son solteros. Según las instrucciones de Ruddock, ningún documento de este tipo debía entregarse a personas homosexuales y lesbianas que tuvieran la intención de casarse en el extranjero. Luego de una solicitud del certificado, se recibió la siguiente declaración:

Siguiendo el consejo del Departamento del Fiscal General de Australia, por la presente certificamos que la ley australiana no permite la emisión de un Certificado de ausencia de impedimento para el matrimonio a personas que deseen contraer matrimonio entre personas del mismo sexo.
Embajada de Australia en Países Bajos, en nombre de la Oficina del Fiscal General.

En junio de 2006, la legislación de unión civil de ACT fue aprobada por la Asamblea Legislativa de ACT; sin embargo, el gobernador general rechazó posteriormente la ley siguiendo instrucciones del gobierno de Howard. Un segundo intento de legislar uniones civiles para parejas del mismo sexo en 2007 fue nuevamente rechazado.
En 2007, luego de la adopción exitosa de un niño por personas del mismo sexo en Australia Occidental por parte de dos hombres homosexuales, el gobierno de Howard hizo planes para presentar un proyecto de ley federal, el Proyecto de Ley de Ley de Familia (adopción por personas del mismo sexo), que buscaba evitar que las parejas del mismo sexo adoptaran. La idea se eliminó de la agenda legislativa después de las elecciones de 2007, en las que el entonces gobierno de la Coalición fue derrotado.
A pesar de la renuencia del gobierno federal, los estados y territorios individuales continuaron avanzando hacia el matrimonio entre personas del mismo sexo. Desde 2001, Victoria ha enmendado 60 leyes para promover el matrimonio entre personas del mismo sexo. En 2002, Australia Occidental eliminó toda la discriminación legislativa restante hacia la orientación sexual (incluida la adopción) al agregar la nueva definición de "pareja de facto", y Queensland creó una nueva definición no discriminatoria de "pareja de facto" dentro de 61 leyes. En 2003, Tasmania se convirtió en el primer estado en crear un registro de relaciones para parejas del mismo sexo, otorgando a las parejas del mismo sexo casi los mismos derechos que las parejas casadas, excluyendo la adopción. En 2004, el Territorio del Norte eliminó la discriminación legislativa contra las parejas del mismo sexo en la mayoría de las áreas de la ley del territorio, y la ACT comenzó a permitir que las parejas del mismo sexo adoptaran. En 2005, la ciudad de Sídney, en Nueva Gales del Sur, creó un Programa de Declaración de Relación que ofrece un reconocimiento legal limitado para parejas del mismo sexo. En 2006, Australia Meridional, el último estado en reconocer a las parejas del mismo sexo, modificó 97 leyes, prescindiendo del término "de facto" y categorizando a las parejas como "parejas domésticas". La ciudad de Melbourne, en Victoria, proporcionó un "Registro de Declaración de Relación" para todas las relaciones y cuidadores a partir de 2007, al que siguió en diciembre Victoria introduciendo un registro estatal y modificando 69 leyes para incluir a las parejas que tienen relaciones registradas.

## Grandes reformas en la década de 2010

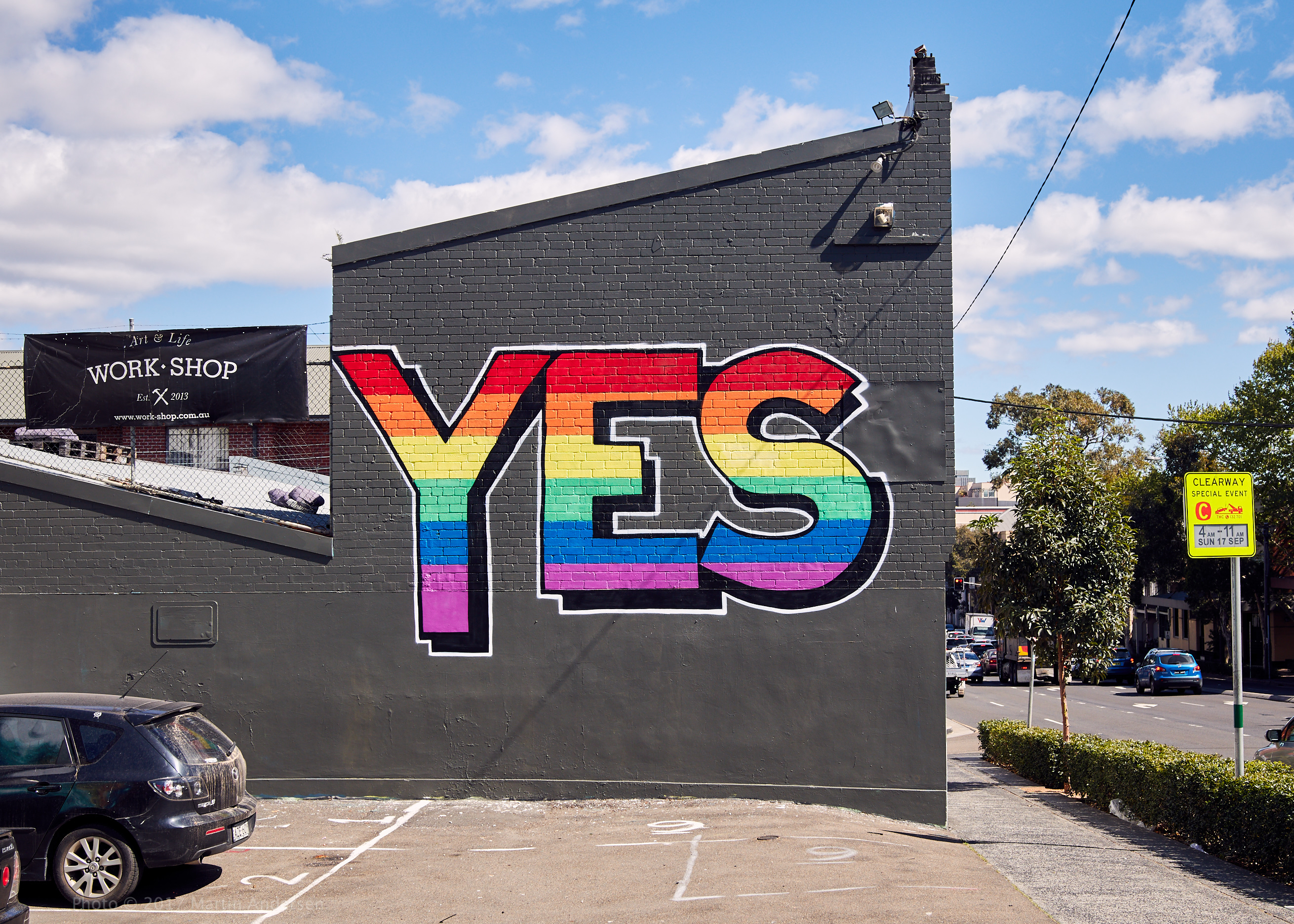
Una pared con la palabra "Sí" pintada con los colores de la bandera LGBT, diseñada para demostrar el apoyo a la encuesta de Igualdad Matrimonial de Australia de 2017. La publicidad en los medios australianos usaba con frecuencia la frase "Australia dijo que Sí" en respuesta al resultado de la consulta.

A fines de la década de 2000 y principios de la de 2010, el apoyo a los derechos LGBT en Australia creció en general y se lograron varios logros legales significativos. La igualdad a nivel nacional con respecto a las leyes de edad de consentimiento se logró cuando Queensland enmendó la ley en 2016. La década también estuvo marcada por la implementación de esquemas de expurgación en muchos estados y territorios, lo que permitió a los hombres que habían sido acusados de leyes contra la homosexualidad solicitaran que se eliminen sus condenas del registro. A partir de noviembre de 2018, los ocho estados y territorios han aprobado leyes de expurgación.
Los estados y territorios, con la excepción de Australia del Sur, también abolieron el uso de la defensa de pánico gay en el derecho consuetudinario y el Parlamento Federal aprobó la primera ley nacional contra la discriminación en forma de la Enmienda contra la Discriminación Sexual (Orientación Sexual, Género Identidad y Estatus Intersexual) de 2013, cuyas disposiciones se extienden a las personas intersexuales. Significativamente, las leyes de adopción se modificaron en seis estados y territorios (Nueva Gales del Sur en 2010; Tasmania en 2013; Victoria en 2015; Queensland en 2016; Australia Meridional en 2017; Territorio del Norte en 2018) para permitir que las parejas del mismo sexo tengan derecho a adoptar niños. La enmienda de las leyes de reproducción asistida de Australia Meridional en 2016 aseguró que las parejas del mismo sexo tuvieran el mismo acceso a estos métodos en todas las jurisdicciones. Para 2018, todos los estados y territorios, con la excepción de Australia Occidental y el Territorio del Norte, habían implementado un esquema de registro de relaciones, que permitía a las parejas demostrar la existencia de una relación de hecho a los efectos de la ley federal. Algunas de estas leyes incluían la opción de que una pareja tuviera una ceremonia formal sancionada por el Estado. Queensland hizo historia en este sentido al legislar para uniones civiles dos veces en la década, una en 2011 y nuevamente en 2016 después de que el gobierno interviniente de Campbell Newman (LNP) derogara la legislación en 2012.
Las personas transgénero en el Territorio de la Capital Australiana, el Territorio del Norte, Australia del Sur, Tasmania y Australia Occidental también se beneficiaron de reformas históricas que les permitieron cambiar su marcador de género en su certificado de nacimiento, independientemente de si se habían sometido o no a una cirugía de reasignación sexual, aunque esto fue rechazado por el Parlamento de Victoria en 2016. Podría decirse que la reforma más significativa en el espacio transgénero fue un fallo de noviembre de 2017 del Tribunal de Familia de Australia que permitió a los niños transgénero acceder al tratamiento hormonal cruzado (conocido como "tratamiento de etapa 2") sin necesidad de obtener la aprobación del tribunal, en los casos en que no haya disputa entre un niño, sus padres y sus médicos tratantes, y se puede prescribir un tratamiento hormonal sin permiso del tribunal.
En el espacio de reconocimiento de relaciones, la ley federal sería fundamental. Las reformas del Parlamento Federal del reconocimiento de facto en 2008/09, encabezadas por el gobierno de Kevin Rudd, enmendarían 85 piezas de la legislación de la Commonwealth para permitir que las parejas del mismo sexo tengan acceso equitativo a una variedad de áreas que incluyen impuestos, jubilación, salud, seguridad social, cuidados de la vejez y manutención de niños, inmigración, ciudadanía y asuntos de veteranos. Sin embargo, con el tiempo, se identificarían ejemplos evidentes de deficiencias entre las relaciones de facto y los matrimonios, lo que aumentaría el impulso para el matrimonio entre personas del mismo sexo. La legislación sobre el matrimonio entre personas del mismo sexo fracasó 22 veces en el Parlamento Federal entre 2004 y 2017, sobre todo en septiembre de 2012 cuando la legislación fue rechazada por amplias mayorías en ambas cámaras del Parlamento, a pesar de que el gobierno laborista de Julia Gillard acordó un voto de conciencia sobre el tema.
En 2017, el gobierno Liberal/Nacional de Malcolm Turnbull, al que se le negó la oportunidad de realizar un plebiscito, logró realizar una encuesta postal voluntaria sobre el matrimonio entre personas del mismo sexo, que resultó en un 61,6% de votos "Sí" a favor de la legalización. En consecuencia, el Parlamento Federal aprobó una ley que modificó la Ley de Matrimonio de 1961 (Australia) para permitir que las parejas del mismo sexo se casen a partir de diciembre de 2017.